# 波戈尼
波戈尼（希臘語：Πωγώνι）是希腊伊庇鲁斯大区约阿尼纳专区的市镇，行政中心为卡尔帕基翁。市镇面积为701.06平方公里，2021年人口数量为6,848人。
此市镇设立于2011年地方政府改革中，由原6个市镇合并而成，原市镇则成为此市镇的6个市区。